# Pamelia Stickney

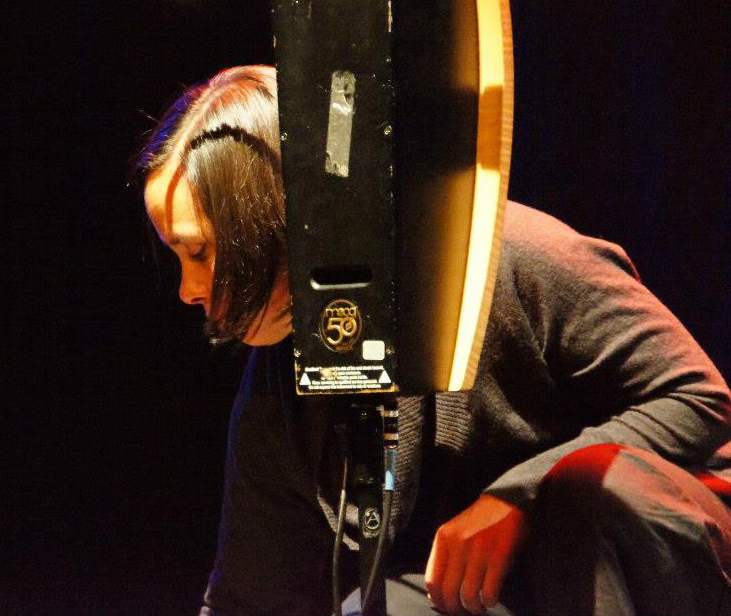
Pamelia Kurstin beim Einstellen des Instruments, 2012.

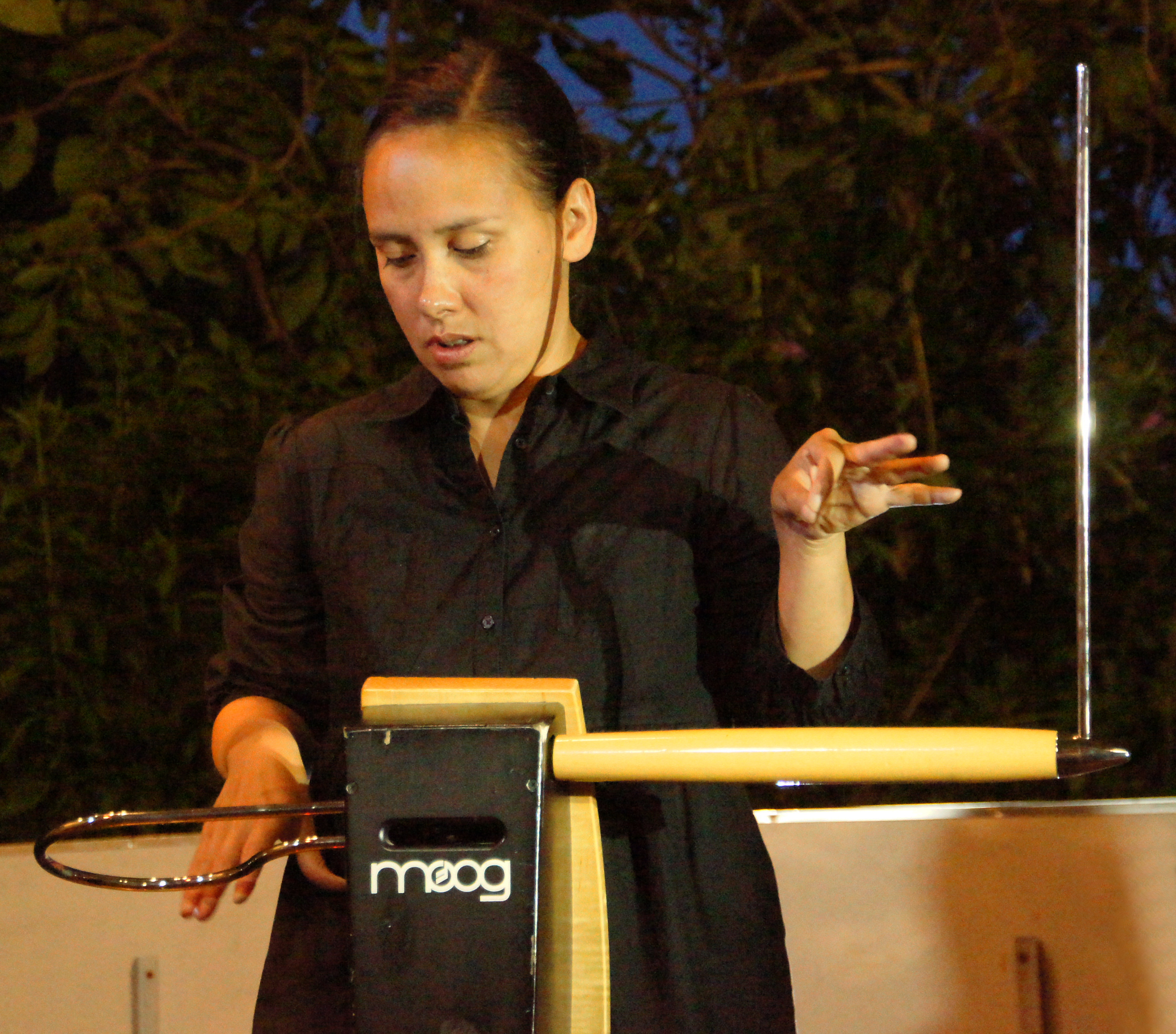
Pamelia Kurstin, Wien 2013.

Pamelia Stickney  (* 28. Mai 1976 in Südkalifornien, USA; früher Pamela Kurstin) ist eine US-amerikanische Musikerin und Theremin-Spielerin.

## Karriere
Stickney spielte unter anderem mit Foetus, Arthur Blythe,  Makoto Ozone, David Byrne, John Zorn, Sébastien Tellier, Grace Jones, Yoko Ono, Otto Lechner,  Max Nagl und trat in der Dokumentation über Robert Moog, Moog (2004), auf.
2005 leitete sie zusammen mit Lidija Kawina beim Moog Theremin Fest in Asheville eine Meisterklasse für Theremin. Sie gab Workshops und hielt Vorträge am Berklee College of Music, University of California Irvine,  Boston Conservatory of Music und im Metropolitan Museum in New York.
2007 erschien ihre Solo-CD auf Tzadik. 
Neben Solo-Konzerten  improvisiert sie mit den verschiedensten Jazz-Formationen und Künstlern der elektronischen Musik und tourt mit ihrer Band Blueblut vor allem in Großbritannien und Europa. Daneben begleitet sie Stummfilme und arbeitet mit Visual Artists zusammen.
In ihren Solo-Konzerten, die sie „Theremin-Orchester“ nennt, nutzt sie Live-Loops zur Erzeugung mehrstimmiger Klanggebäude, die an Minimal-Music erinnern.
Pamelia Stickney lebt in Wien.

## Diskografie
- Thinking Out Loud (Tzadik 2007)
- Transcendental Dissonance (2017)
- Sebastian Rochford & Pamelia Kurstin Ouch Evil Slow Hop (Slowfoot 2011)
- Patrick Pulsinger, Pamelia Kurstin, Hilary Jeffery, Rozemarie Heggen Besides Feldman (col legno 2011)
- Blueblut Hurts so Gut (mit Mark Holub und Chris Janka sowie Willi Landl, 2014)
- Blueblut Buttbutt (plagdichnicht 2016)
- Blueblut (Mark Holub, Pamelia Stickney, Chris Janka): Andenborstengürteltier (Plag Dich Nicht, 2020)[1]